# Yorick de Groot
Yorick de Groot, född 6 juli 2000 i Sliedrecht, Nederländerna, är en beachvolleyspelare. 
Som ungdom spelade han med flera spelare, de största framgångarna hade han med Matthew Immers, med vilka han tog silver vid ungdoms-OS 2018 och vann U20-EM 2019. Med Mees Blom tog han 2019 sin första medalj vid en tävling på världstouren. Sedan 2020 spelar han tillsammans med Stefan Boermans. De blev nederländska mästare 2021 och nådde final vid EM samma år, där de förlorade mot Anders Mol och Christian Sørum. De hade en framgångsrik Volleyball World Beach Pro Tour 2023, där de utan undantag var bland de tio bästa. Boermans blev dock skadad varför de Groot spelade tillsammans med Leon Luini vid EM 2023. Det gick dock bra då paret nådde final, där de förlorade mot David Åhman och Jonatan Hellvig. Vid VM samma år nådde de Groot och Boersman kvartsfinal, där Åhman och Hellvig åter blev för svåra. De tog i mars 2024 sin första seger i en Elite 16-turnering på världstouren genom att denna gång besegra Åhman och Helvig i finalen.